# Ulica Wojska Polskiego w Kielcach
Ulica Wojska Polskiego – jedna z ulic w Kielcach. Na odcinku od skrzyżowania z ulicą W. Pileckiego do granicy miasta stanowi fragment DW764. Jest główną ulicą Bukówki, która znajduje się w południowo-wschodniej części miasta.
Jest jedną z najdłuższych ulic w Kielcach – ma prawie 6 km długości.

## Przebieg
Ulica Wojska Polskiego zaczyna się od ulicy Seminaryjskiej (choć obecnie z nie ma z nią już połączenia). Ważniejsze ulice, z którymi się później krzyżuje to: Wesoła, Zgoda, Prosta i Miodowicza, Langiewicza, Żeromskiego, Zakopiańska, Nowa i Dymińska, Tarnowska, Daleszycka, Pileckiego, Wrzosowa i Grota-Roweckiego, Klecka i Chabrowa. Kończy się na granicy miasta z gminą Daleszyce.

## Przebudowy ulicy Wojska Polskiego
W 2014 roku oddano do użytku łącznik między ulicami Wojska Polskiego, Zgodą i Prostą a Ściegiennego, Krakowską i Jana Pawła II. Patronem tej ulicy został zmarły w sierpniu 2014 roku poseł świętokrzyski Konstanty Miodowicz. W ramach tej inwestycji oprócz wybudowania ulicy Miodowicza, wyremontowano skrzyżowania Wojska Polskiego, Zgody i Prostej oraz Ściegiennego, Krakowskiej i Jana Pawła II wraz z placem im. Józefa Piłsudskiego.
W maju 2016 roku został sporządzony raport dla przebudowy odcinka ulicy Wojska Polskiego od Ronda Czwartaków do granicy miasta (fragment DW764). W ramach tego planu ulica ma zostać poszerzona do 2 pasów w obie strony na odcinku Rondo Czwartaków - pętla na Bukówce (pas drogowy + buspas). Projekt ten spowodował dużą ilość uwag od mieszkańców okolicznych domów. Mimo wydanego pozwolenia, dopiero w drugiej połowie 2021 roku ogłoszony został przetarg na przebudowę tego fragmentu. Sam remont ruszył w połowie 2022 roku i trwać miał do października 2023 roku. Ostatecznie przebudowa przedłużyła się i dopiero w grudniu 2023 roku została ona udostępniona na zasadzie przejezdności.
W ramach budowy ulicy W. Pileckiego zostało przebudowane rondo łączące ulice: Wojska Polskiego, Wrzosową i Roweckiego - Rondo Czwartaków, które od momentu przebudowy stało się pierwszym w Kielcach rondem turbinowym, o kształcie ósemki. Rondo oddano w 2018 roku. Planowany koszt tej inwestycji ma wynieść nie więcej niż 53 mln zł, z czego 29 mln zł będzie dofinansowane z Programu Polska Wschodnia.
Pod koniec maja 2019 roku rozpoczęto przebudowę ulicy Wojska Polskiego na odcinku od ulicy Tarnowskiej do ulicy Zakopiańskiej. W ramach tej inwestycji wybudowano od nowa chodniki, ścieżki rowerowe oraz jezdnię, przebudowano skrzyżowanie z ulicą Dymińską (przyłączono je do skrzyżowania z ulicą Nową), wyremontowano sygnalizację świetlną na skrzyżowaniu z Tarnowską oraz wybudowano 3 nowe zatoki autobusowe (2 w okolicy skrzyżowania z ulicami Dymińską i Nową oraz 1 w okolicy Polikliniki). Inwestycja zakończyła się pod koniec 2019 roku. 
8 marca 2021 rozpoczęto kolejny etap przebudowy ulicy Wojska Polskiego. Tym razem zaczęto przebudowę odcinka od ulicy Zakopiańskiej do ulicy Miodowicza. W ramach tej inwestycji wybudowane od podstaw mają zostać chodniki, ścieżki rowerowe oraz jezdnia. Powstać mają łącznie 3 nowe przystanki: 2 z nich w okolicy skrzyżowania z ul. Langiewicza, natomiast trzeci w okolicy skrzyżowania z ul. Zakopiańską (wcześniej był jedynie tymczasowy). Inwestycję oddano do użytku 6 listopada 2021 roku (choć drobne prace wykończeniowe trwały jeszcze kilka dni po tej dacie). Koszt inwestycji wyniósł 2,7 mln zł. 

## Ważniejsze obiekty przy ulicy Wojska Polskiego
- 2 placówki medyczne, w tym Poliklinika (przebudowywana w latach 2019-2021, kiedy to dobudowano dodatkowy, czterokondygnacyjny blok) i szpital MSWiA[18][19]
- Wydział Zamiejscowy delegatury Radom Agencji Bezpieczeństwa Wewnętrznego[20]
- zespół dawnych koszar 4. Pułku Piechoty Legionów położony na Bukówce; 11 sierpnia 2022 roku wpisany został na rejestr zabytków[21]
- jednostka wojskowa

## Komunikacja miejska
Na ulicy Wojska Polskiego znajduje się 12 przystanków obsługiwanych przez 9 linii autobusowych (1, 11, 24, 25, 33, 34, 54, 108 i N2).
Ponadto, przy ulicy Wojska Polskiego znajduje się pętla autobusowa na Bukówce, która została otwarta w 2015 roku. Jest to przystanek końcowy dla linii 1, 34, 54, 108 i N2 oraz niektórych kursów linii 25.